# Diphenylditellurid
Diphenylditellurid ist eine chemische Verbindung aus der Gruppe der Organotellurverbindungen und wurde zuerst 1894 dargestellt.

## Gewinnung und Darstellung
Diphenylditellurid wird aus Phenylmagnesiumbromid und Tellur in siedendem Ether hergestellt.
{\displaystyle {\ce {C6H5MgBr + Te -> C6H5TeMgBr}}}
{\displaystyle {\ce {2C6H5TeMgBr + Te -> C6H5TeTeC6H5}}}
Es ist noch ein weiterer Syntheseweg ausgehend von Phenylmagnesiumbromid und Tellur(II)-bromid bekannt.
{\displaystyle {\ce {C6H5MgBr + TeBr2 -> C6H5TeBr + MgBr2}}}
{\displaystyle {\ce {2 C6H5TeBr + 2 C6H5MgBr -> (C6H5)2Te2 + 2 MgBr2 + (C6H5)2}}}

## Eigenschaften
Diphenylditellurid ist ein stinkender Feststoff. Er ist unlöslich in Wasser und Alkohol, löst sich aber in Ether, aus welchem er beim Einengen in Form von langen blutroten Fasern, die manchmal büschelartig vereint sind, auskristallisiert. Die Länge der Te-Te Bindung beträgt 271,2 pm.

## Verwendung
Diphenylditellurid wird in der Synthese von Organotellurverbindungen verwendet.